# Hans Theessink
Hans Theessink est un guitariste, chanteur et auteur-compositeur-interprète néerlandais né le 5 avril 1948 à Enschede.
Il est connu pour ses reprises de standards du blues delta ; réputé très bon musicien : il a servi et côtoyé les plus grands chanteurs (Bo Diddley est un exemple). Hans Theessink fut le coproducteur du concert de 65e anniversaire de Derroll Adams à Courtrai, ainsi qu'à un hommage au joueur de banjo : Banjoman - a tribute to Derroll Adams, album de reprises.

## Biographie

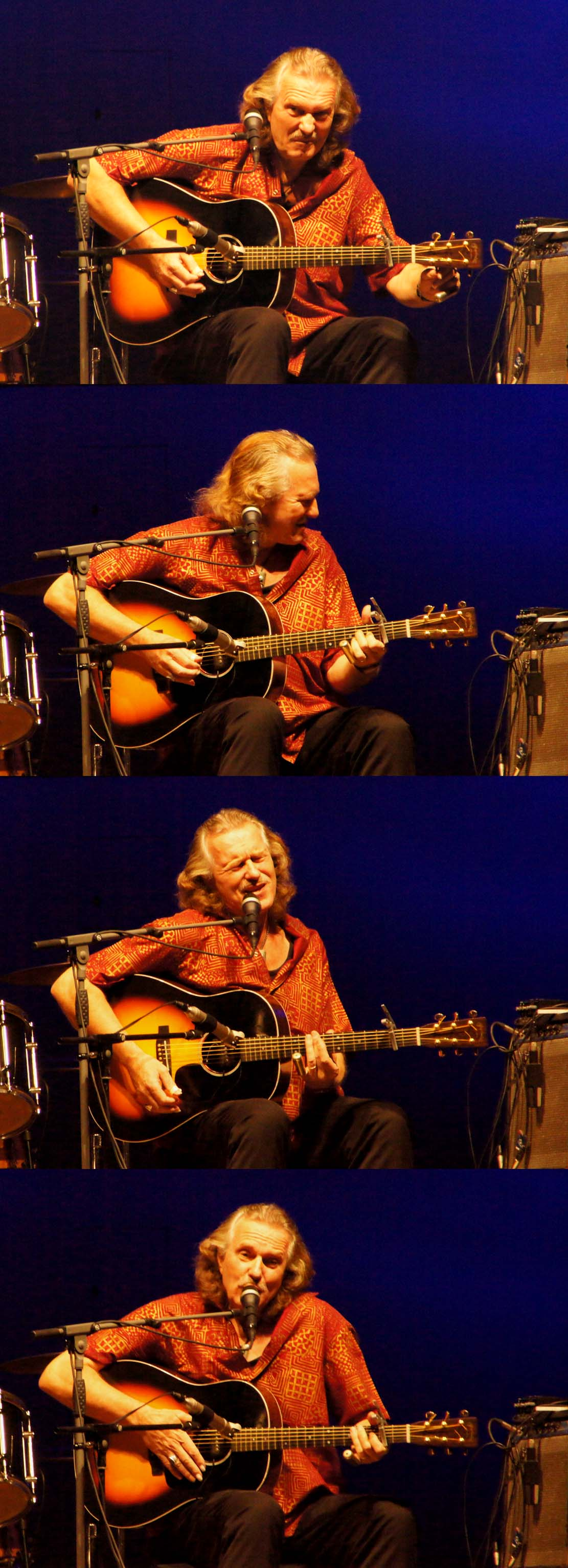
Hans Theessink, dans le Konzerthaus de Vienne, en 2012.

Son père est responsable de chez 'Van Heek & Co', un important fabricant textile. Les premiers enregistrements de Hans datent des années 1970, avec le EP Next morning at sunrise en solo, qui lui confère une réputation de musicien blues. Il se marie, déménage au Danemark, où il occupe un poste d'enseignant. Au fil du temps, il renonce à sa fonction au profit d'une carrière musicale, et l'on voit apparaître les albums Klasselottriet (1976), Slow and Easy (1978), Late last night (1980) et Antoon met 'n bok (1981). C'est au début des années 1980 qu'il déménage pour Vienne, où il épouse son manager, Milica Djokić, en secondes noces ; c'est l'époque des enregistrements des albums Cushioned for a soft ride inside (1982) et All night all long (1985), suivis de tournées dont les concerts se déroulent aussi bien dans de petits clubs que lors de festivals (dont on soulignera le New Orleans Jazz & Heritage Festival, le Chicago Blues Festival et le Tonder Festival). Il assure des concerts avec, entre autres des artistes comme John Hammond, Luther Allison, Taj Mahal, Ron Wood, The Dubliners, Clannad, Charles Brown ou bien encore Dana Gillespie. Hans réside en Autriche.
Les successeurs de 'Baby wants to Boogie' suivront en nombre :
- Johnny and the devil (1989)
- Call me (1993),
- Live (1993),
- Hard Road Blues (1994),
- Crazy moon (1995),
- Journey on (1997),
- Blue grooves from Vienna (1998),
- RTL3 - Gitarre X 3 (1998),
- Lifeline (1998),
- Songs from the Southland (2003),
- Bridges (2004),
- Slow Train (2007)
- Visions (avril 2008)

À partir de 1988, la musique de Hans commence à toucher un plus large public aux Pays-Bas, et la carrière de l'artiste prend encore un élan supplémentaire à la parution de Baby wants to boogie, enregistré avec la participation du joueur de tuba américain Jon Sass, instrumentiste au sein du Vienna Art Orchestra. De cette participation a découlé depuis une série de concerts assez réguliers. Après la sortie de Baby wants to Boogie, quelques albums sortent encore, jusqu'au plus remarqué, une compilation de 2002 Banjoman - a tribute to Derroll Adams, qu'il coproduit avec Arlo Guthrie et qui rassemble notamment Donovan et Dolly Parton. Deux ans plus tard sort le dvd Live in concert: A Blues & Roots Revue, extraits de concerts qu'il a donné précédemment avec son groupe, Hans Theessink Band, bdont les musiciens vont d'un chanteur, Insingizi (originaire du Zimbabwe) à d'autres musiciens, (Roland Guggenbichler aux claviers ; Erich Buchebner à la bass, Harry Stampfer (batterie). Il faut attendre cinq ans de plus pour que sorte en mars : Slow Train. Hans Theessink, enregistré dans une ferme de Styrie.
En mars 2008 paraît Visions, un album acoustique à deux voix enregistré en décembre l'année précédente, collaboration avec le chanteur de blues et gospel Terry Evans du duo Bobby King & Terry Evans, que Hans a croisé à plusieurs reprises. La plupart des chansons ne font pas l'objet de plus de deux prises, et Visions est nommée aux États-Unis en 2009 pour le prix acoustique d'« Album de l'Année » par la Blues Foundation. En 2009, il retrouve Terry Evans et des amis dont The Dubliners ou encore Donovan pour le double album Birthday Bash, paru en mai ; en avril 2015, Hans et Terry sortiront True & Blue. En 2011 sort Delta Time, en collaboration avec Terry Evans, et en mai 2013, son album solo Wishing Well, dans lequel il reprend Sonny Terry, Big Bill Broonzy ou encore Brownie McGhee.